# Aleksander Wolicki
Aleksander Wolicki (ur. 9 lipca 1968 w Warszawie) – polski historyk antyku. 

## Życiorys
Od 1986 był studentem historii na Uniwersytecie Warszawskim, w marcu 1988 został członkiem jawnego Komitetu Założycielskiego Niezależnego Zrzeszenia Studentów UW, był członkiem powstałego w październiku 1988 Akademickiego Biura Interwencji NZS.
W 1992 obronił pracę magisterską, następnie pracował w Instytucie Historii, filii Uniwersytetu Warszawskiego w Białymstoku (1992-1997). Od 1997 jest pracownikiem Instytutu Historycznego UW. W 2001 obronił pracę doktorską Studia nad heroldami greckimi od Homera po schyłek IV w.p.n.e., w 2013 otrzymał stopień doktora habilitowanego na podstawie pracy Symmachia spartańska w VI-V w. p.n.e.. W Instytucie Historycznym UW pełni funkcję zastępcy dyrektora ds. ogólnych.
Przetłumaczył z greckiego dwa żywoty równoległe Plutarcha: Arystydes, Katon Starszy i ich porównanie (2008 - z Lechem Trzcionkowskim) i Kimon, Lukullus i ich porównanie (2012 - z Lechem Trzcionkowskim). Jest jednym z autorów II tomu podręcznika Historia starożytnych Greków (2009).